# Enviken
Enviken è un'area urbana della Svezia situata nel comune di Falun, contea di Dalarna.
La popolazione rilevata nel censimento 2010 era di 609 abitanti .